# モントレーパーク (カリフォルニア州)
モントレーパーク（モンテレーパーク（英: Monterey Park）は、アメリカ合衆国カリフォルニア州ロサンゼルス郡の都市。人口は6万1096人（2020年）。ロサンゼルスのダウンタウンから11km東に位置する。
モントレーパークはサンガブリエル・バレーの西に位置する都市（アルハンブラ、アルカディア、ローズミード、サンマリノ、サンガブリエル）と同じくアジア系アメリカ人が増加している。2010年の国勢調査によれば、アジア系住民の割合は66.9％で、中国系だけで47.7％を占めていた。

## 歴史

### 初期の歴史
少なくとも7千年以上にわたって、この地域にはネイティブアメリカンのトングバ族が暮らしていた。彼らは藁ぶき屋根のドーム状の家に住み、屋根の頂部には換気と採光のための穴があった。
男女とも髪は長く、体には入れ墨をしていた。暖かい時期には男性はほとんど衣服を纏わないが、女性は動物の生皮でできた小さなスカートをはいていた。寒い時期には動物の皮でできたケープを羽織り、ユッカの繊維で作ったサンダルを履くこともあった。
スペイン人がやって来ると、旧世界から持ち込まれた疫病により多くのトングバ族が死に、1870年までには生き残っているネイティブアメリカンはほとんどいなくなった。この地域は19世紀初期にサンガブリエル伝道所の勢力圏の一部となり、後にランチョ・サンアントニオとなった。

### 1860年代〜1960年代
南北戦争の後、イタリア人のアレッサンドロ・レペットがランチョの20km2を購入し、彼の土地を見渡せる丘に家を建てた。この場所はガーフィールド・アベニューとポモナ・フリーウェイの交差点から約800ｍ北にあたる。
数年後、アメリカ陸軍の郵便配達人リチャード・ガーベイがモントレー峠（現在のガーベイ・アベニュー）を通り、キングズ・ヒルズに住居を定めた。ガーベイは高さ16ｍのダムを建設してガーベイ貯水池を作り、ホンド川から湧き水を引き込み、土地を開発した。開発や過去の負債の支払いに充てるため、ガーベイは彼の資産の一部を売り始めた。1906年、この地域で初の分譲地となったラモナ・エーカーズが売り出され、開発された
。
1916年、パサデナ、サウスパサデナ、アルハンブラといった都市が周辺に大規模な下水処理施設の設置を提案したことを受け、この地域の新たな住民は市となるための動きを起こした。1916年5月29日、市になるための住民投票が行われ、455対33で賛成が上回った。市の新しい役員会は市の領域内に下水処理施設を設置することを直ちに禁止し、市名をモントレーパークとした。
市名は、古い地図でこの地域のオークの茂った丘がモントレーヒルズと示されていたことから採られた。1920年、市の南部の広範囲が分離し、モンテベロ市が設立された。
1920年までに、白人やスペイン系の姓を持つ住民がアジア系住民を迎え入れ、ジャガイモや花卉の栽培、モントレーハイランズ地域での苗床の育成に従事した。また、モントレー・パス・トレイルを改良し、ロサンゼルスへの輸送の助けとなった。この無名の峠はマサミ・アベによってコヨーテ峠と呼ばれ、西部劇で有名な場所になった。
1926年、アトランティック・ブールバードとガーベイ・アベニューの交差点近くで、ローラ・スカッダーが初めて密封袋入りのポテトチップスを売り出した。品質や新鮮さを維持するために、ローラのチームはろう紙と鉄のシートで袋を作った。袋をポテトチップスで満たした後に上部が密封され、様々な小売店に運ばれた。
1920年代後半は不動産業が盛んになり、投資家は発展途上にあり投機が拡大している郊外部に引き付けられた。その一例である、ピーター・N・スナイダーのミッドウィック・ビュー・エステーツはベルエアーやビバリーヒルズをライバルに設計をした。「イーストサイドの父」としても知られるスナイダーは、1920年代にイーストサイド地区がロサンゼルスの産業基盤の一部として発展を遂げるための事業の立役者となった。
彼はアトランティック・ブールバードの建設にも取り組み、イーストサイドに産業を呼び込み、アトランティック・ブールバードに沿った住宅地、商業地の開発プロジェクトは周辺地域に大きな影響を与えた。ミッドウィック・ビュー・エステーツの中心は「ジャーディン・エル・エンカント」、または言い換えて「デル・エンカント」として知られるスペイン式の建物で、地区の管理棟やコミュニティセンターとしての機能がある。
キングズフォード・ストリートより上の斜面には円形劇場が建設される予定だったが、未だ建設されていない。展望台からはジャーディン・デル・エンカントと、丘の中腹から階段状に流れ落ちる噴水を見下ろすことができる。現在はヘリテージ・フォールズ・パークまたは「ザ・カスケーズ」として知られている。世界恐慌により不動産ブームは突如として終わり、ミッドウィックの計画も打ち切られた。1920年代後半から約20年にわたり、市はほとんど発展しなかった。
第二次世界大戦が終わると成長傾向に戻り、1940年代後半から1950年代にかけて人口も爆発的に増加した。市の中央部にあった丘が天然の障壁となり、このときまで人口は市の北部と南部の一部のみに集中していた。新たな成長に伴い多くの郊外地域が発展し、今まで開発されていなかった市の中央部でさえも最大限の成長の可能性が認められた。

### 1970年代〜1990年代
1970年代になると、高学歴や富裕層のアジア系アメリカ人が、サンガブリエル・バレー西側、主にモントレーパークに住み始めた。
市議会は英語のみの条例を通過させようとしては失敗した。
1985年、市内の各種標示は全て英語でなければならないとする条例を起草することをモントレーパーク市議会は認めた。
1980年代、地元の中国語新聞『アジアン・ウィーク』で、モントレーパークは「リトル・タイペイ」もしくは親しみを込めて「チャイニーズ・ビバリーヒルズ」と表現されるようになった。不動産仲買業者のフレデリック・シェイはモントレーパークの土地を購入して新たにやってきた移住者に販売し、モントレーパークの中国系アメリカ人コミュニティから高い評価を得た。
ロサンゼルスのチャイナタウンから多くの店が移転し、モントレーパークで開業した。1970年代から80年代にかけて、多くの裕福な外省人（大陸から台湾へ渡った人）が台湾を離れ、モントレーパークに移住し始めた。当時、市では官話が主たる言語であった。
1983年、リリー・リー・チェンがアメリカで初の中国系アメリカ人女性市長となった。1980年代後半までに、中国大陸やベトナムからモントレーパークへの移民も始まった。1990年の国勢調査では、モントレーパークはアメリカの大陸部では初のアジア系住民が多数を占める市となった。
アジア系アメリカ人の研究を専門とする、カリフォルニア州立大学サクラメント校のティモシー・P・フォン教授は、モントレーパークを「最初の郊外型チャイナタウン」と表現した。1980年代、中国系アメリカ人2世が古くからのチャイナタウンを出て郊外のサンガブリエル・バレーに移り、台湾や中国大陸からの新たな移民と合流した。
ニューディール時代に建てられ、アルハンブラ市にあるがモントレーパークの大半、ローズミードの一部も学区に入っているマーク・ケッペル高校は、ベトナムや台湾、香港の移民の生徒が流入したことも相まって生徒数が劇的に増加し、過密状態となった。現在、多くの生徒はアジア系アメリカ人2世または3世である。
1988年、市は新たな建物の建設を禁止を宣言する法令を施行し、アジア系移民の流入による急速な成長を規制しようとした。
この禁止令は1989年に破られた。市の動きは物議を醸し、多くのアジア系住民や企業は近隣のアルハンブラ市に目を向けるようになった。
1990年代前半以降は台湾系住民はもはや市の過半数を占めなくなり、市の多くの中国系企業で話されるのは広東語から中国語の標準語である官話へと取って代わりつつある。北アメリカのチャイナタウンでは数十年にわたり広東語が主に話されており、標準語の官話は最近やって来た中国系移民の間で主に話されている。
ショッピングセンターの建設ブームは落ち込んだが、再開発の計画はあった。地価が高く過密状態であったモントレーパークから人々が離れる傾向がみられた。

### 2000年代〜現在
いくつかのプロジェクトが再開発により生み出された。2010年には巨大なアトランティック・タイムズ・スクエアがオープンした。面積は約20,000ｍ2で、AMCシアターズや24アワー・フィットネス、飲食施設などを主体としている。3階から6階までは計210室のマンションになっている。
モントレーパーク・ビレッジはアトランティック・ブールバードにある、4万平方フィートのショッピングセンターである。ステイプルズ、ウォルグリーン、Togo'sなどがテナントとして入っている。サウス・ガーフィールド・アベニューにあるCVSセンターは1,600m2の空き地を再開発したショッピングセンターである。核店舗はCVS/ファーマシーで、サブウェイも出店している。
カスケーズ・マーケットプレイスは47,100m2の広さを誇る市で最大のショッピングセンターとなる予定である。ポモナ・フリーウェイに沿ったパラマウント・ブールバードの西側に計画されており、サンガブリエル・バレー地域の主要なショッピングセンターになろうとしている。建設予定地はポモナ・フリーウェイからも見ることができる。
2023年1月21日、モントレーパーク銃乱射事件が発生。春節を迎えアジア系住民で賑わうダンスホールで銃が乱射され11人が死亡、9人が負傷。ロサンゼルス郡史上最悪の銃乱射事件となった。容疑者は72歳のアジア系の男性で、翌日トーランスで警察と対峙する中で自殺した。

## 経済
ガーフィールド・アベニューとガーベイ・アベニューの交差点の近く、中国系が主導する商業地区は「ダウンタウン・モントレーパーク」と呼ばれている。1980年代半ば、主に台湾と香港の旅行客向けにリンカーン・プラザ・ホテルが建設された。モントレーパークには香港風のカフェや広東風のシーフードレストラン、中華料理を提供するレストランなどが多くある。市内の至る所で様々な種類の料理が食べられる。
市の包括的年間財務報告書2010年版によれば、市内の大きな雇用者は以下の通りである。
| 順位 | 雇用主                               | 従業員数 |
| ---- | ------------------------------------ | -------- |
| 1    | イースト・ロサンゼルス・カレッジ     | 1,969    |
| 2    | ガーフィールド・メディカルセンター   | 970      |
| 3    | ロサンゼルス郡保安局                 | 791      |
| 4    | ロサンゼルス郡上位裁判所             | 736      |
| 5    | モントレーパーク市                   | 440      |
| 6    | モントレーパーク病院                 | 362      |
| 7    | ケアファースト・ヘルスプラン         | 315      |
| 8    | サザン・カリフォルニア・ガス         | 279      |
| 9    | AT&T                                 | 228      |
| 10   | SynerMed                             | 217      |
| 11   | ラルフス                             | 158      |
| 12   | ファースト・データ                   | 133      |
| 13   | カリフォルニア・ハイウェイパトロール | 131      |
| 14   | ワールドジャーナル                   | 128      |
| 15   | サザン・カリフォルニア・エジソン     | 125      |
| 16   | カミノ・レアル・シボレー             | 121      |
| 17   | CVS/ファーマシー                     | 117      |

## 見どころ
モントレーパークにはロサンゼルス天文学会が運営するガーベイ・ランチ天文台がある。歴史博物館、教室も併設されている。天文台には200mmの屈折望遠鏡がある。望遠鏡を作るワークショップも開催される。図書館には1,000冊以上の蔵書がある。毎週水曜日午後7時45分から10時は一般に開放され、無料で天体観測ができる。
イースト・ロサンゼルス・カレッジは市の南端に位置している。現在大規模な改修をしている。
1929年に建設されたジャーディン・エル・エンカント、または「エル・エンカント」はスペイン様式の建物である。元々はミッドウィック・エステーツの営業所で、戦時中は軍慰問団が使用したり、スピークイージーでもあった。

## 交通
幹線道路はロングビーチ・フリーウェイ（州間高速道路710号線）、サンバーナーディーノ・フリーウェイ（州間高速道路10号線）、ポモナ・フリーウェイ（カリフォルニア州道60号線）が通っている。
公共交通はモントレーパーク市やスピリット・バス、メトロリンク、モンテベロ市、ロサンゼルス郡都市圏交通局によって賄われている。地下鉄ゴールドラインとライトレールのアトランティック駅が市のすぐ南にある。

## 地理
モントレーパークは北緯34度02分57秒 西経118度08分08秒 / 北緯34.049199度 西経118.135561度に位置している。アメリカ合衆国国勢調査局によると、市域全面積は7.7平方マイル (20 km2)で、水域率は0.39%である。
市の西側のごく一部はロサンゼルス市、西側〜南側はイーストロサンゼルス、北はアルハンブラ、北東はローズミード、南はモンテベロ、南東はサウスサンガブリエルにそれぞれ接している。

## 人口動態
以下は2010年の国勢調査による人口統計データである。
| 基礎データ - 人口: 60,269人 - 世帯数: 19,963 世帯 - 家族数: 15,241 家族 - 人口密度: 3,009.2人/km2（7,793.7人/mi2） - 住宅数: 20,850 軒 - 住宅密度: 1,041.0軒/km2（2,696.2 軒/mi2） - 住宅 - 持家: 55.4% - 賃貸: 44.6% - 住人 - 持家: 54.9% - 賃貸: 44.7% - 空家率 - 持家: 0.5% - 賃貸: 4.1% - 集団生活者: 41人（0.1%） - 施設収容者: 189人（0.3%） 人種別人口構成 - 白人: 19.4%（ヒスパニックを除くと5%） - アフリカン・アメリカン: 0.4% - ネイティブ・アメリカン: 0.4% - アジア人: 66.9% - 中国人 47.7% - 日本人 5.8％ - ベトナム人 4.4% - フィリピン人 1.9% - 韓国人 1.3% - タイ人 0.9% - カンボジア人 0.8% - ミャンマー人 0.4% - インドネシア人 0.4% - インド人 0.3% - 太平洋諸島系: 0.05% - その他の人種:10.0% - 混血: 2.9% - ヒスパニック・ラテン系: 26.9% | 年齢別人口構成 - 18歳未満: 18.1% - 18-24歳: 8.6% - 25-44歳: 25.9% - 45-64歳: 28.0% - 65歳以上: 19.3% - 年齢の中央値: 43.1歳 - 性比（女性100人あたり男性の人口） - 総人口: 92.2 - 18歳以上: 89.4 世帯と家族（対世帯数） - 18歳未満の子供がいる: 31.6% - 結婚・同居している夫婦: 52.8% - 未婚・離婚・死別女性が世帯主:16.2% - 未婚・離婚・死別男性が世帯主: 7.3% - 未婚の異性のカップル: 3.3% - 同性のカップル: 0.4% - 単身世帯: 18.2% - 65歳以上の老人1人暮らし: 10.1% - 平均構成人数 - 世帯: 3.01人 - 家族: 3.37人 収入と家計 - 世帯収入の中央値: 56,014 米ドル - 貧困線以下人口: 15.2% |

2009年のアメリカン・コミュニティ・サーベイ によると、モントレーパーク市民の43.7％は中国系アメリカ人で、中国人を祖先に持つ人の割合が全米で最も高い都市であった。
モントレーパークやサンガブリエル・バレーの中国系アメリカ人は比較的に、社会経済的に多様である。台湾や中国大陸、東南アジアからの華僑など、様々な由来を持つ移民を引き寄せている。日系、ベトナム系、韓国系、フィリピン系もかなりの人数がいる。
市ではアメリカで生まれた複数の世代にわたるラテン系の人口は概して減少傾向だが、一方でメキシコからの移民の流入もみられる。

## 政治
カリフォルニア州議会では上院の第22選挙区、下院の第49選挙区に属している。
連邦議会下院ではカリフォルニア第27選挙区に属し、民主党のジュディ・チューが選出されている。チューは過去にモントレーパークの市長、市議会議員を務めていた。

## 行政
市は独自の警察署、消防署を有している。

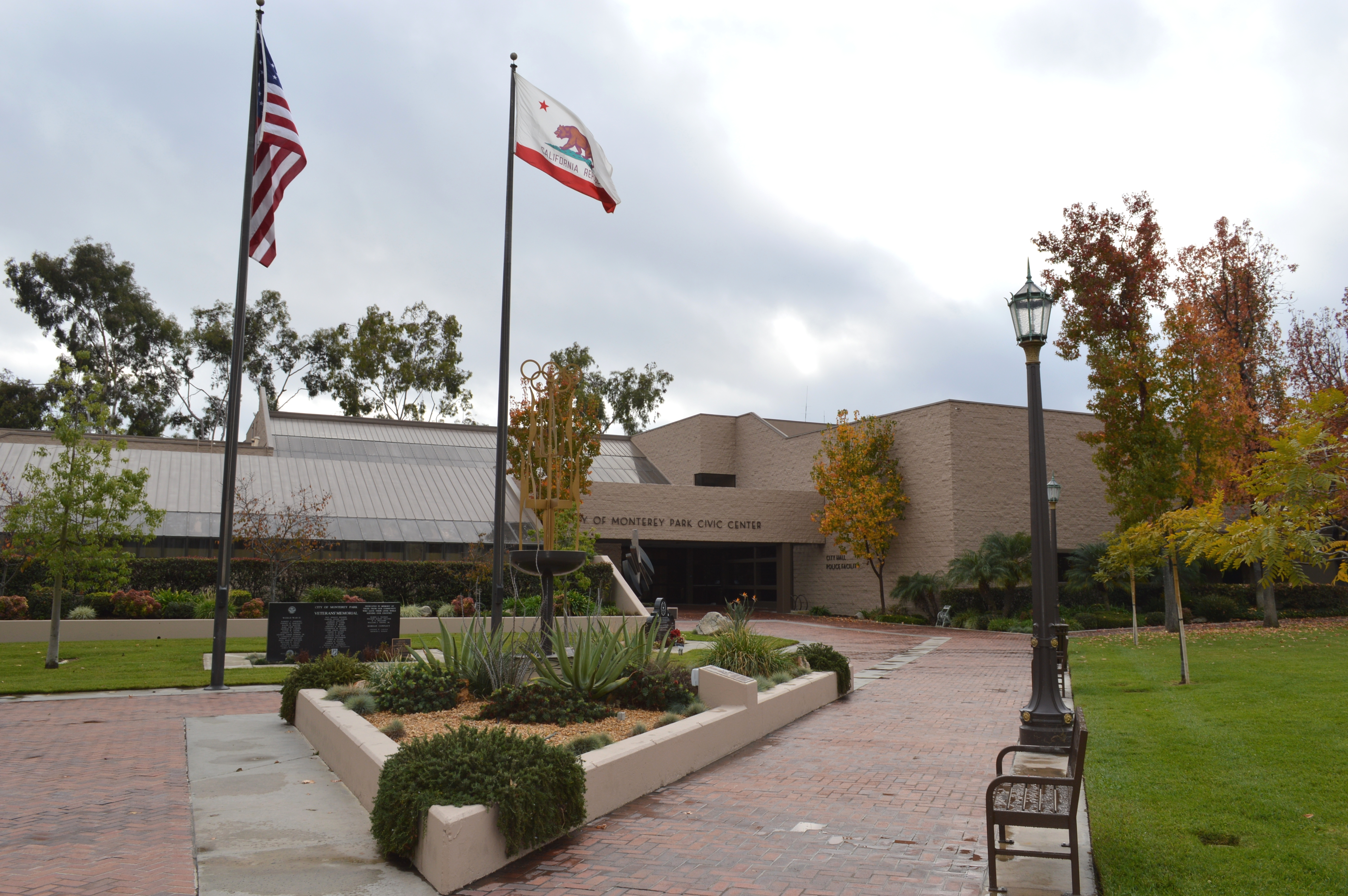
モントレーパーク市民センター

市議会議員選挙は2年に1回、奇数の年の3月第1火曜日に行われる。市議会議員の定数は5人で、任期は4年となっている。1度の選挙で2人または3人が改選される。市書記官と市出納官も同時に選出される。

### 郡の行政サービス
ロサンゼルス郡保安局は市に本部がある。エドモンド・D・エデルマン児童裁判所も市内にある。ロサンゼルス郡健康サービス部がモンロビア市にモンロビア・ヘルスセンターを運営しており、モントレーパーク市民も利用できる。

## 教育

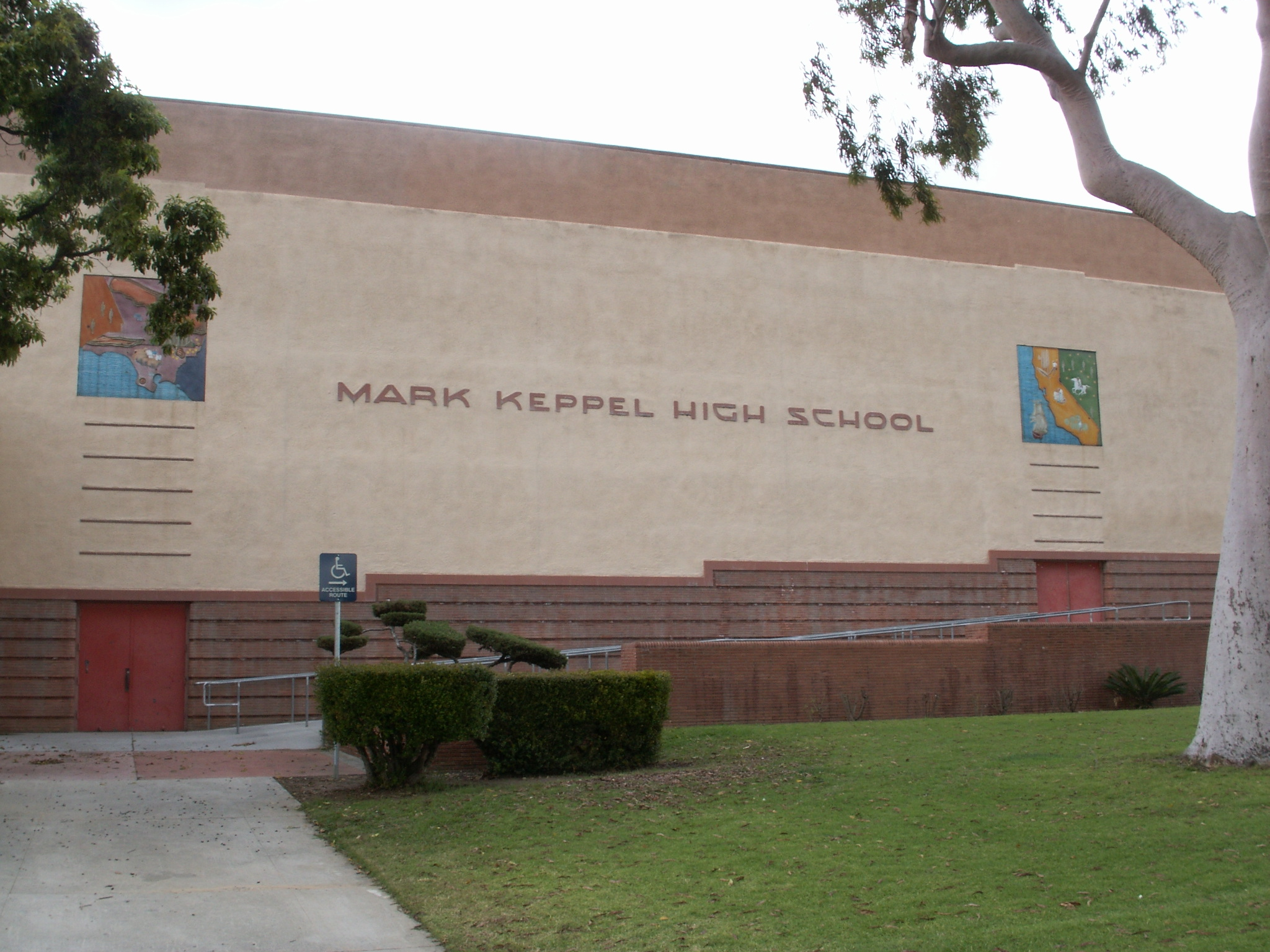
マーク・ケッペル高校

### 大学
イースト・ロサンゼルス・カレッジはモントレーパーク市内にあるコミュニティカレッジである。カレッジのある場所はかつてはイーストロサンゼルスの一部であった。カリフォルニア州立大学ロサンゼルス校も市の近くにある。

### 公立学校
モントレーパークの学区はアルハンブラ統一学区、ガーベイ教育学区、ロサンゼルス統一学区、モンテベロ統一学区の4つである。
アルハンブラ統一学区
モントレーパーク市内には以下のK-8スクール（幼稚園〜第8学年までの学校）がある。
- ブライトウッド・スクール
- モントレー・ハイランズ・スクール
- レペット・スクール
- イネズ・スクール

マーク・ケッペル高校へ市内から通学できる。
ガーベイ教育学区
ヒルクレスト小学校、モントレー・ビスタ小学校が市内にある。モントレー・ビスタ小学校はブルーリボン賞を受賞している。
中学校はローズミード市のガーベイ中学校、高校はマーク・ケッペル高校へ通う。
ロサンゼルス統一学区
ロバート・ヒル・レーン小学校が市内にある。グリフィス中学校、ガーフィールド高校はイーストロサンゼルスにあり、市内から通学できる。
モンテベロ統一学区
ベラ・ビスタ小学校、ポトレロ・ハイツ小学校、メイシー中学校、シュール高校に通学できる。

### 私立学校
セント・ステファン・マーター・スクールは1926年に開校したカトリック系のK-8スクールである。
メヘル・モンテッソーリ・スクールは就学前〜中等教育のクラスがある。
セント・トマス・アクィナス・スクールは1963年に開校したカトリック系の学校で、経済的、民族的に多様な生徒がいるK-8スクールである。併設されている教会は物質的、精神的に学校の中心となっている。学校は西部地域私立学校大学協会と西部地域カトリック教育協会に認定されている。
ニュー・アベニュー・スクールは1961年に設立されたK-8スクールである。

## メディア
市の地域的なニュースは、市が公式に発行するカスケーズ・ニュースペーパーと、サンガブリエル・バレー・トリビューンにより報道される。

## 著名な人物
- ダン・ヘイレン - MLB選手。
- バニア・キング - 女子テニス選手。2010年のウィンブルドンと全米オープンのダブルスで優勝。
- マイク・ランスフォード - アメリカンフットボール選手。
- エリー・カワムラ - フィギュアスケート選手。
- 余佩詩 - フィギュアスケート選手。